# 태흐티토르니산

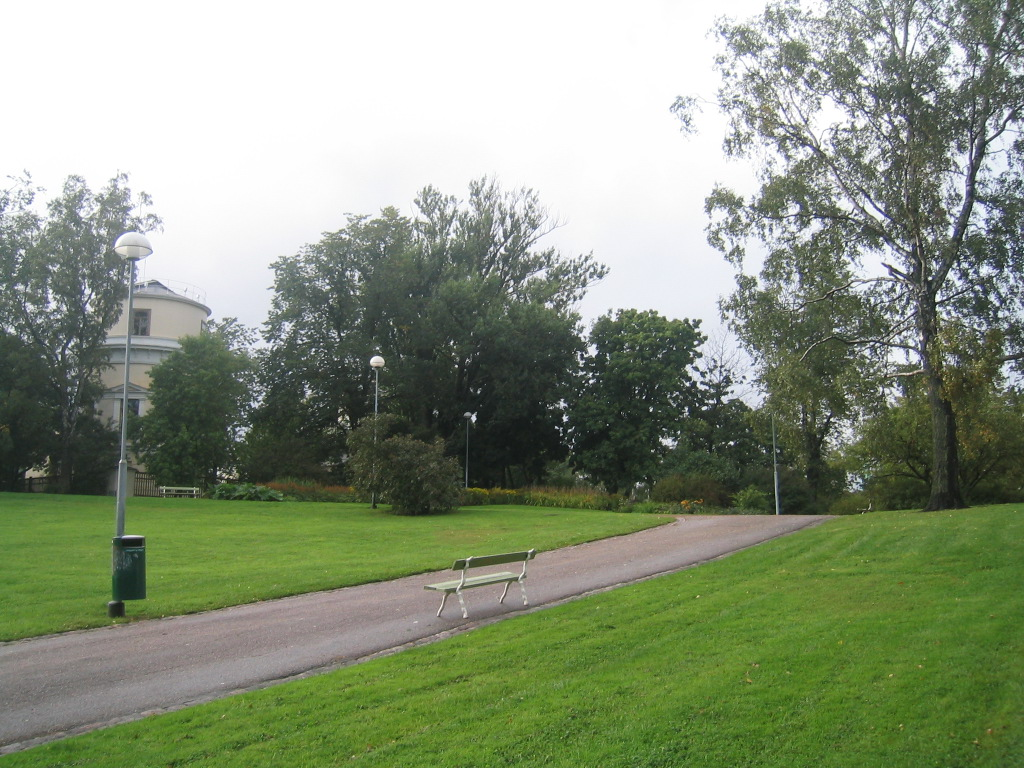

태흐티토르니산(핀란드어: Tähtitorninvuori 태흐티토르닌부오리[*]) 또는 태흐티토르니언덕(핀란드어: Tähtitorninmäki 태흐티토르닌매키[*])은 헬싱키 울란린나동에 있는 높이 30m의 바위투성이 언덕이다. 남항을 바라보고 있다. 면적 대부분이 공원이고 공공건물 몇 채가 있다. 정상에는 1834년 완공된 헬싱키 대학교 천문대가 있다. "태흐티토르니"란 핀란드어로 천문대라는 뜻이다.
옛날에는 울란린나의 이름을 따서 울란린나언덕(핀란드어: Ullanlinnanmäki 울란린난매키[*], 스웨덴어: Ulrikasborgsberget)이라고 했다. 헬싱키 대학교 천문대 완공 이후로도 이 이름과 "천문대(가 있는) 언덕"이라는 이름이 혼용되다가 1928년에 공식적으로 "태흐티토르니산/언덕(천문대산/언덕)"이라는 이름으로 개명되었다.